# Allan Bo Andresen
Allan Bo Andresen (* 19. Februar 1972 in Aarhus) ist ein ehemaliger dänischer Straßenradrennfahrer.
Allan Bo Andresen begann seine Karriere 1999 bei dem dänischen Team Fakta. In seinem ersten Jahr dort gewann er den Grand Prix Bodson. Im nächsten Jahr war er beim Grand Prix Halmstad erfolgreich und 2001 gewann er eine Etappe bei der Ster Elektrotoer. 2004 wechselte er zu Bankgiroloterij. Bei der Profronde van Fryslân wurde er zusammen mit 21 weiteren Fahrern als Sieger gewertet, da diese als Spitzengruppe fehlgeleitet wurde. 2005 und 2006 fuhr er für das Team Designa Køkken, wo er jetzt Sportlicher Leiter ist.

## Erfolge
2001
- eine Etappe Ster Elektrotoer

2004
- Profronde van Fryslân (mit 22 Fahrern)

## Teams
- 1999 Team Fakta
- 2000 Team Fakta
- 2001 Team Fakta
- 2002 EDS-Fakta
- 2003 Team Fakta
- 2004 Alessio-Bianchi (bis 25.02.)
- 2004 Bankgiroloterij (ab 26.02.)
- 2005 Team Designa Køkken
- 2006 Team Designa Køkken